# محمد بن أحمد البغدادي
أبو جعفر محمد بن أحمد البغدادي كان مسؤولًا كبيرًا في الخلافة الفاطمية المبكرة.

## الحياة
وكما تشير نسبته، فإن أبا جعفر محمد ينحدر من بغداد، عاصمة الخلافة العباسية. ولأسباب غير معروفة، ربما تتعلق بآرائه المؤيدة للمذهب الشيعي، تعرض للاضطهاد من الوزير علي بن عيسى بن الجراح واضطر إلى مغادرة العراق، متجهًا غربًا. وفي سجلماسة، حيث كانت هناك مستعمرة بغدادية كبيرة، التقى بالزعيم الإسماعيلي والمؤسس المستقبلي للخلافة الفاطمية، عبد الله المهدي بالله.
وسرعان ما وجد البغدادي تأييد المهدي بمعرفته وقدراته، فوظفه مستشارًا وكاتبًا. ثم أمضى بعض الوقت في قرطبة، عاصمة الأندلس، حيث أصبح معروفًا في الأوساط الأدبية المحلية؛ إلا أن دوره الحقيقي كان داعيًا للمهدي.
عاد من قرطبة وانضم إلى سيده قبل فترة من إعلان الأخير خليفة في عام 909، وأصبح أمين سره (الكاتب) بعد وفاة أول حامل للمنصب، أبو اليسر الرياضي في كانون الثاني 911 م. وبهذه الصفة، كان يرأس ديوان الخلافة، بالإضافة إلى خدمة البريد، التي كانت تعمل أيضًا كجهاز استخبارات. وبهذه الصفة كان "الكاتب المثالي" (دشراوي)، وسرعان ما أصبح العضو الأكثر نفوذًا في بلاط المهدي.
واستمر في منصبه بعد وفاة المهدي في عام 934، وربما حتى وفاته، حيث خدم ثلاثة خلفاء فاطميين: المهدي، والقائم (حكم 934 م)، والصادق (حكم. 943-946 م)، والمنصور (حكم. 946–953 م). تاريخ وفاته غير معروف. وكان خليفته هو جوهر الصقلي، الذي أصبح فيما بعد قائدًا عسكريًا بارزًا وفتح مصر للفاطميين.